# Caspar C 17
Pour les articles homonymes, voir C17.

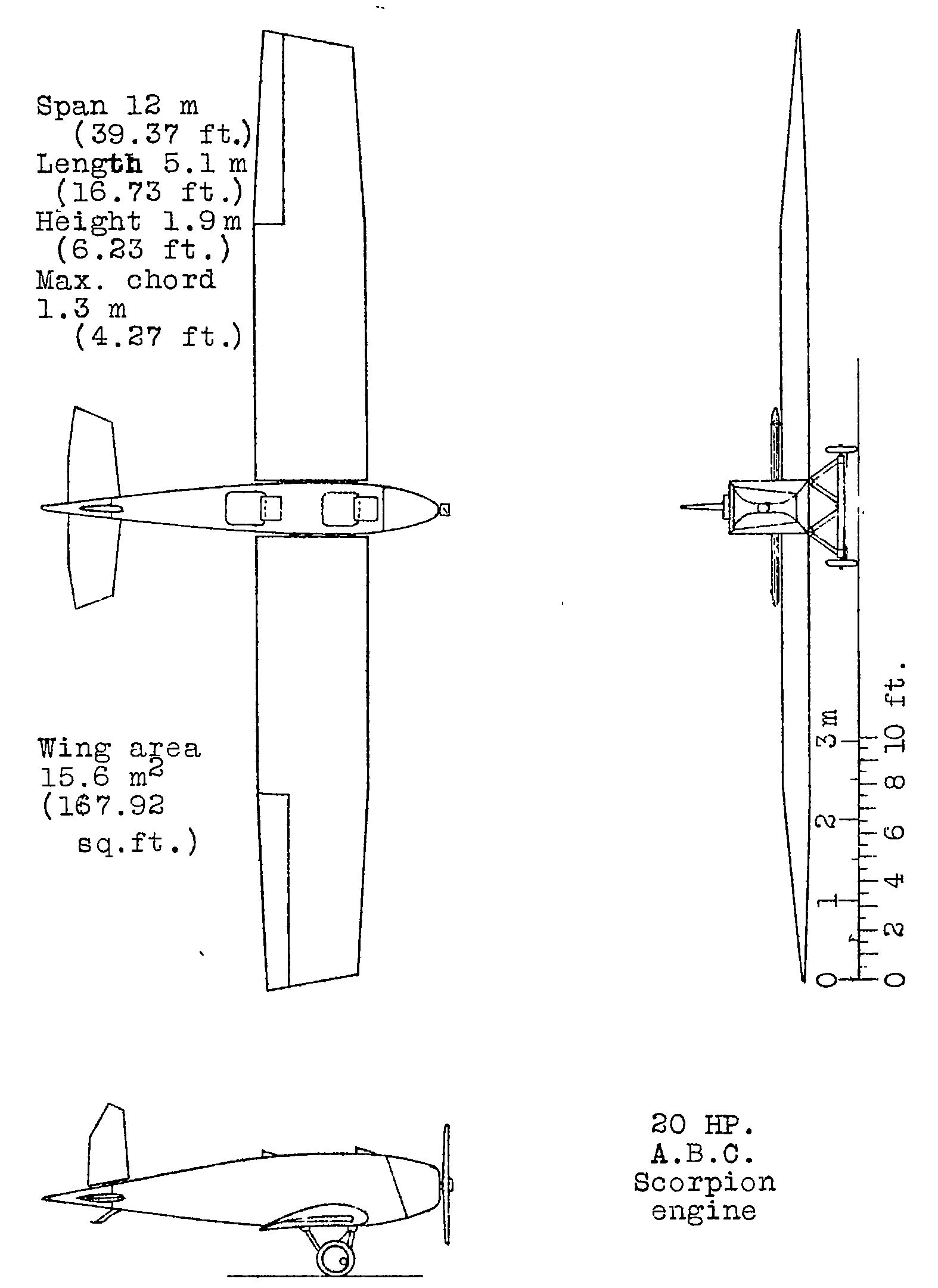
Plan 3 vues

Le Caspar C 17 est un avion ultra-léger biplace, de faible puissance, construit en Allemagne au milieu des années 1920. Son aile en porte-à-faux présentait une finesse exceptionnellement élevée. Elle était reliée au fuselage de façon flexible, afin d'atténuer les effets des rafales de vent.